# 太陽の塔 (バンド)
太陽の塔（たいようのとう）は、日本のロックバンド。

## メンバー
- 井垣宏章（ボーカル）
  - 活動休止後、石塚と共にUnlimited Broadcastを結成[1]。
- 今富一機（ギター）
  - 梅田バナナホール支配人[2]
- 北山博（ベース）
- 中本徳朗（キーボード）
- 石塚明彦（ドラムス）
  - 井垣と共にUnlimited Broadcastのメンバーとして活動[1]。
  - ライブハウス「JAM」の店長を勤めていた[1]（2017年閉館[3]）。

## 概要
1993年、大阪で結成。1995年11月、アルファレコードからシングル「明日の歌」、アルバム「やっぱり地球は動いてる」でデビュー。
アメリカン・ロックをベースとした音楽性で人気を集め、シングル7枚、PANTAプロデュースを含めたアルバム3枚をリリースしたが、1999年活動休止。
2014年9月21日、下北沢 CLUB Queで開催されたドミンゴス結成20周年ライブにて、一夜限りの再結成を行う。1998年〜1999年にかけ録りためたデモテープをまとめた「BOOTLEGO」を同日発売。
2015年7月5日、太陽の塔デビュー20周年特別企画 「世界征服活動ちょっと再開宣言!!」開催。
2021年11月、ドミンゴスとの東名阪のツーマンツアー「太陽とドミンゴ ～青春の決斗」開催。

## ディスコグラフィ

### 参加作品
| 発売日        | タイトル                               | 規格品番  | 曲順 | 楽曲             |
| ------------- | -------------------------------------- | --------- | ---- | ---------------- |
| 1999年4月21日 | 「ダンジェ」オリジナルサウンドトラック | KGCP-1001 | M.7  | ねじ             |
| 1999年4月21日 | 「ダンジェ」オリジナルサウンドトラック | KGCP-1001 | M.8  | ウォーキングマン |

## タイアップ一覧
| 使用年 | 曲名         | タイアップ                                                      |
| ------ | ------------ | --------------------------------------------------------------- |
| 1996年 | 二人なら     | ABCテレビ・テレビ朝日系『金之玉手箱』エンディングテーマ         |
| 1996年 | 二人なら     | 東海テレビ『ラナちゃんとまろの…ヤボウの王国』エンディングテーマ |
| 1997年 | 風にまかせて | テレビ東京系『特選・ぶらり旅』エンディングテーマ                |